# Philippe Noiret
Philippe Noiret (Rijsel, 1 oktober 1930 – Parijs, 23 november 2006) was een bekende Franse acteur die aanvankelijk als toneelspeler en als cabaretier optrad en daarna hoofdzakelijk rollen in speelfilms vertolkte. Hij was bekend om zijn warme stem en zijn vriendelijke elegantie.

## Leven en werk

### Toneelacteur
Vanaf het einde van de jaren veertig tot het begin van de jaren zestig was Philippe Noiret vooral op het toneelpodium te zien. Hij was actief in het destijds door de Franse toneelregisseur Jean Vilar geleide Théâtre National Populaire (gevestigd in Villeurbanne). Hij speelde in heel wat, al dan niet komische en veelal klassieke toneelstukken van Molière, Shakespeare (Macbeth), Victor Hugo en Bertolt Brecht. In diezelfde tijd deed hij ook aan cabaret. Hij vormde een succesrijk komisch duo met Jean-Pierre Darras. 

### Jaren zestig: doorbraak als filmacteur
In de jaren zestig stootte Noiret door in de filmwereld. Sleutelfilms waren het echtelijk misdaaddrama Thérèse Desqueyroux (1962), en de komedies La Vie de château (1966) en Alexandre le bienheureux (1968). Zijn toneel carrière was intussen tot stilstand gekomen, en dit zou ruim dertig jaar zo blijven. 

### Beroemd

#### Jaren zeventig
In de jaren zeventig werd Noiret pas echt een beroemd acteur. Heel wat films waar hij een rol in had scoorden vaak uitstekend zoals de komedie La Vieille Fille (1972), het oorlogsdrama Le Vieux Fusil (1975) en de schandaalfilm  La Grande Bouffe (1973) van Marco Ferreri. Deze laatste film, met beroemde acteurs als Marcello Mastroianni, Michel Piccoli en Ugo Tognazzi, toont een groep mannen die zich in een afgelegen villa met een stel prostituees te buiten gaan aan groepsseks en een vreetpartij met fatale afloop. Op het in hetzelfde jaar gehouden filmfestival van Cannes leidde de film tot de nodige opschudding. Dankzij La Grande Bouffe werd Noiret echter een acteur die veel gevraagd werd door Italiaanse cineasten als Francesco Rosi, Ettore Scola, en Mario Monicelli, met wie hij vijf films draaide. In die jaren ontmoette hij ook de jonge ambitieuze cineast Bertrand Tavernier, wat de start betekende van een langdurige vruchtbare samenwerking die resulteerde in acht films.

#### Jaren tachtig
In de jaren tachtig bouwde Noiret zijn carrière alsmaar verder uit. Hij speelde onder meer in de dramatische in koloniaal Afrika gesitueerde komedie Coup de torchon (1981) en in het oorlogsdrama La Vie et rien d'autre (1988), zijn twee meest succesvolle films met Bertrand Tavernier. In 1984 werd hij door Claude Zidi gevraagd om de hoofdrol te vertolken in diens politiekomedie Les Ripoux. De film werd zijn grootste commerciële succes en kende nog twee sequels. Voorts oogsten de mediathriller Masques (1987) en vooral de twee big budgetfilms Fort Saganne (1984) en Chouans! (1988) veel succes bij de critici. Ook financieel waren deze films een groot succes.

#### Jaren negentig
In de jaren negentig bleef Noiret, ook buiten de Franstalige wereld, een bekende verschijning door zijn optredens in kassuccessen als Nuovo Cinema Paradiso (1989), Uranus (1990), Le Bossu (1997) en Il Postino (1994) waarin hij de Chileense schrijver Pablo Neruda gestalte gaf. Pas in 1997 verscheen hij opnieuw op het toneelpodium. Hij maakte zijn comeback in Les Côtelettes van Bertrand Blier. Vanaf dan combineerde hij film- en toneelwerk.

### Vruchtbare carrière
In de loop van zijn carrière die duurde tot een jaar voor zijn overlijden speelde hij in ongeveer 150 films van diverse Franse filmregisseurs, meermaals in films van Bertrand Tavernier, Pierre Granier-Deferre, Yves Robert, Philippe de Broca, Robert Enrico en Claude Zidi. Zijn tegenspeelsters waren beroemde Franse actrices als Catherine Deneuve, Romy Schneider, Annie Girardot, Simone Signoret, Isabelle Huppert en Sophie Marceau. Tegenspelers waren onder meer zijn goede vrienden Jean Rochefort en Jean-Pierre Marielle.
Noiret vond altijd tijd om te spelen in buitenlandse producties: The Night of the Generals (1967), Topaz (1969) van Alfred Hitchcock, talrijke Italiaanse films (van onder meer Mario Monicelli en Marco Ferreri) en Who Is Killing the Great Chefs of Europe?. 

### Privéleven
Noiret was sinds 1962 getrouwd met de Franse actrice en comédienne Monique Chaumette, die hij tijdens zijn periode bij het Théâtre Nationale Populaire had leren kennen. Zij speelde onder meer een rol in La Grande Bouffe. Tijdens de laatste maanden van zijn leven schreef hij nog zijn autobiografie onder de titel Mémoire cavalière. Hij overleed in 2006 op 76-jarige leeftijd ten gevolge van kanker waaraan hij reeds geruime tijd leed. Noiret ligt begraven op de Cimetière du Montparnasse.

## Onderscheidingen
- 1972 - Zilveren Beer voor Beste Regisseur en UNICRIT Award voor beste mannelijke hoofdrol in La Vieille Fille
- 1976 - César voor Beste acteur in Le Vieux Fusil
- 1990 - César voor Beste acteur in La Vie et rien d'autre
- 1990 - Premi David di Donatello voor de beste mannelijke hoofdrol in La Vie et rien d'autre
- 2000 - Trophée du Festival de Cannes (een soort erePalm voor een gehele carrière)
- 2005 - Legioen van Eer, de belangrijkste Franse nationale onderscheiding

## Filmografie (selectie)
- 1948 - Gigi van Jacqueline Audry
- 1950 - Olivia van Jacqueline Audry
- 1952 - Agence matrimoniale van Jean-Paul Le Chanois
- 1956 - La Pointe Courte van Agnès Varda
- 1960 - Le Capitaine Fracasse van Pierre Gaspard-Huit
- 1960 - Zazie dans le métro van Louis Malle
- 1962 - Thérèse Desqueyroux van Georges Franju
- 1962 - Comme un poisson dans l'eau van André Michel
- 1964 - Monsieur van Jean-Paul Le Chanois
- 1964 - Les Copains van Yves Robert
- 1965 - La Vie de château van Jean-Paul Rappeneau
- 1966 - Tendre Voyou van Jean Becker
- 1966 - Le Voyage du père van Denys de La Patellière
- 1966 - Qui êtes-vous, Polly Maggoo? van William Klein
- 1967 - The Night of the Generals van Anatole Litvak
- 1968 - Alexandre le bienheureux van Yves Robert
- 1969 - Topaz van Alfred Hitchcock
- 1969 - Justine van George Cukor
- 1969 - Clérambard van Yves Robert
- 1970 - Les Caprices de Marie van Philippe de Broca
- 1971 - La Mandarine van Edouard Molinaro
- 1972 - La Vieille Fille van Jean-Pierre Blanc
- 1972 - L'Attentat van Yves Boisset
- 1973 - La Grande Bouffe van Marco Ferreri
- 1973 - Le Serpent van Henri Verneuil
- 1974 - Touche pas à la femme blanche! van Marco Ferreri
- 1974 - L'Horloger de Saint-Paul van Bertrand Tavernier
- 1975 - Que la fête commence van Bertrand Tavernier
- 1975 - Le Vieux Fusil van Robert Enrico
- 1975 - Amici miei van Mario Monicelli
- 1976 - Une femme à sa fenêtre van Pierre Granier-Deferre
- 1976 - Le Juge et l'Assassin van Bertrand Tavernier
- 1977 - Un taxi mauve van Yves Boisset
- 1978 - Tendre poulet van Philippe de Broca
- 1978 - Le Témoin van Jean-Pierre Mocky
- 1978 - Who Is Killing the Great Chefs of Europe? van Ted Kotcheff
- 1980 - Une semaine de vacances van Bertrand Tavernier
- 1980 - Pile ou face van Robert Enrico
- 1980 - On a volé la cuisse de Jupiter van Philippe de Broca
- 1981 - Tre fratelli van Francesco Rosi
- 1981 - Coup de torchon van Bertrand Tavernier
- 1982 - L'Étoile du Nord van Pierre Granier-Deferre
- 1983 - L'Ami de Vincent van Pierre Granier-Deferre
- 1983 - L'Africain (Philippe de Broca)
- 1984 - Fort Saganne van Alain Corneau
- 1984 - Les Ripoux van Claude Zidi
- 1984 - Souvenirs souvenirs van Ariel Zeitoun
- 1985 - Autour de minuit (Around Midnight) van Bertrand Tavernier
- 1985 - L'Eté prochain van Nadine Trintignant
- 1986 - La famiglia van Ettore Scola
- 1987 - Masques van Claude Chabrol
- 1988 - Nuovo cinema Paradiso van Giuseppe Tornatore
- 1988 - Chouans! (Philippe de Broca)
- 1989 - Ripoux contre ripoux van Claude Zidi
- 1989 - La Vie et rien d'autre van Bertrand Tavernier
- 1990 - Uranus van Claude Berri
- 1991 - J'embrasse pas van André Téchiné
- 1992 - Max et Jérémie van Claire Devers
- 1993 - Tango van Patrice Leconte
- 1994 - Il Postino van Michael Radford
- 1994 - La Fille de d'Artagnan van Bertrand Tavernier
- 1994 - Grosse fatigue van Michel Blanc
- 1996 - Les Grands Ducs van Patrice Leconte
- 1996 - Fantôme avec chauffeur van Gérard Oury
- 1997 - Soleil van Roger Hanin
- 1997 - Le Bossu van Philippe de Broca
- 1999 - Le Pique-nique de Lulu Kreutz van Didier Martiny
- 2002 - Les Côtelettes van Bertrand Blier
- 2002 - Père et fils van Michel Boujenah
- 2003 - Ripoux 3 van Claude Zidi